# Dipsas pratti
Dipsas pratti este o specie de șerpi din genul Dipsas, familia Colubridae, descrisă de Boulenger 1897.
Este endemică în Columbia. Conform Catalogue of Life specia Dipsas pratti nu are subspecii cunoscute.